# Bis-2-idrossietiltereftalato
Il bis-2-idrossietiltereftalato è il monomero del polietilentereftalato; la sua formula bruta condensata è C6H4-1,4-(CO2CH2CH2OH)2. Il suo peso molecolare è di 254.24 g/mol.
È il prodotto dei due processi utilizzabili per produrre il PET:
- esterificazione tra acido tereftalico e glicole etilenico (con formazione di acqua), attivata termicamente (si opera a temperature comprese tra 230–250 °C e pressione di 3 atm);

- transesterificazione tra glicol etilenico e dimetil tereftalato (con formazione di metanolo)

Questo viene poi polimerizzato (avviene ovvero la reazione di policondensazione dei suoi monomeri, con formazione di glicol etilenico reimmesso nel processo), grazie al catalizzatore triossido di diantimonio.